# Prayssas
Prayssas (okzitanisch: Praissàs) ist eine französische Gemeinde mit 995 Einwohnern (Stand: 1. Januar 2022) im Département Lot-et-Garonne in der Region Nouvelle-Aquitaine. Prayssas liegt im Arrondissement Agen und gehört zum Kanton Le Confluent.

## Geografie
Prayssas liegt etwa 15 Kilometer nordwestlich von Agen am namengebenden Fluss Masse de Prayssas, dir hier zum Lac de Néguenou aufgestaut ist. Umgeben wird Prayssas von den Nachbargemeinden Lacépède im Norden und Nordwesten, Montpezat im Norden und Nordosten, Laugnac im Osten, Madaillan im Osten und Südosten, Lusignan-Petit im Süden, Frégimont im Westen und Südwesten sowie Saint-Salvy im Westen und Nordwesten.

## Bevölkerungsentwicklung
| Jahr                       | 1962 | 1968 | 1975 | 1982 | 1990 | 1999 | 2006 | 2018 |
| -------------------------- | ---- | ---- | ---- | ---- | ---- | ---- | ---- | ---- |
| Einwohner                  | 957  | 881  | 758  | 732  | 784  | 921  | 923  | 996  |
| Quellen: Cassini und INSEE |      |      |      |      |      |      |      |      |

## Sehenswürdigkeiten
- Kirche Saint-Jean, Monument historique

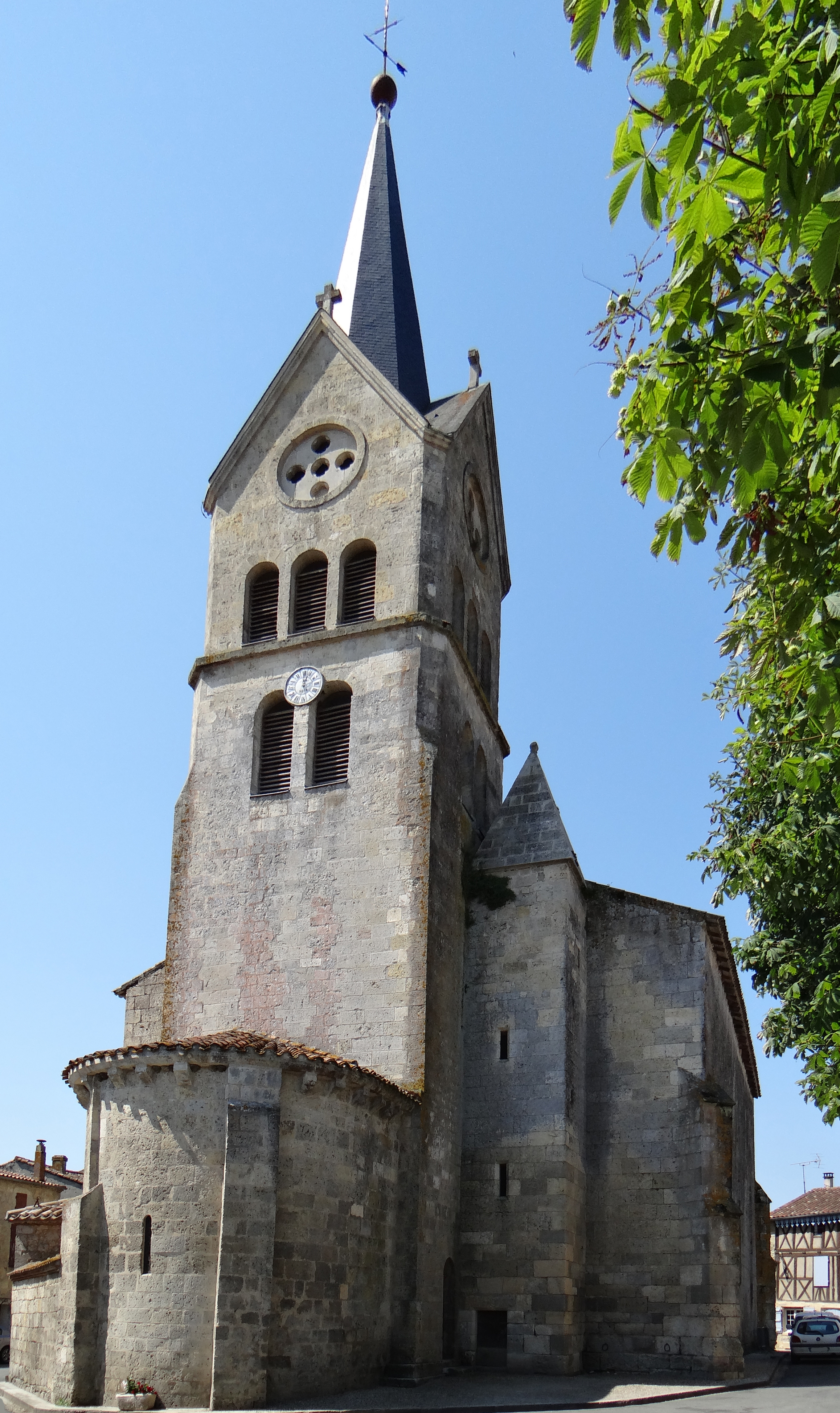
Kirche Saint-Jean